# Посонь, Йеса
Йе́са По́сонь (венг. Poszony Jesza; 12 декабря 1880, Будапешт — 2 октября 1963, Будапешт), также известный как И́мре По́жоньи (венг. Pozsonyi Imre) — венгерский футболист, игравший на позиции полузащитника, и тренер.

## Карьера
Йеса Посонь выступал в клубах МВЕ и МТК, играя на позиции центрального нападающего. С июля 1902 года по май 1903 года играл в сборной Венгрии.
После окончания карьеры начал работать тренером МТК. В 1921 год Посонь уехал в Польшу, чтобы тренировать клуб «Краковия» из Кракова, которая в том же сезоне выиграла свой первый титул чемпиона Польши. Также Посонь поучаствовал в становлении сборной Польши, помогая Йозефу Школьниковски в организации первого матча поляков со сборной Венгрии 18 декабря 1921 года.
В 1924 году Посонь уезжает в Испанию тренировать «Барселону», тот год был удачным для «Барсы», она выиграла Кубок Короля, обыграв в финале 10 мая 1925 года клуб «Аренас» со счетом 2:0, и первенство Каталонии, которое в 13-й раз покорилось «сине-гранатовым». В тот год «Барселона» отметила 25 лет со дня своего существования. Клуб выиграл под его руководством 30 раз в 47 играх
Несмотря на успех в Испании, Посонь принял решение вернуться в Венгрию, где тренировал команды низших лиг. Затем Посонь уехал в Загреб, где два сезона тренировал клуб «Граджански».
В конце 20-х годов Посонь уехал из Европы в США, где по некоторым данным умер в 1932 году в нищете. По другим данным он умер в Будапеште в 1963 году.